# Anuel AA
 (mai 2020).
Si vous disposez d'ouvrages ou d'articles de référence ou si vous connaissez des sites web de qualité traitant du thème abordé ici, merci de compléter l'article en donnant les références utiles à sa vérifiabilité et en les liant à la section « Notes et références ».
 (août 2021).
- Si vous ne connaissez pas le sujet, laissez ce bandeau (vous pouvez alors contacter les auteurs).
- Si vous supprimez le contenu mis en cause (vous pouvez préalablement contacter les auteurs),

argumentez précisément cette suppression dans la page de discussion
(un manque de référence n'est pas un argument ; une recherche réelle de référence doit avoir été effectuée, être formellement documentée).
Anuel AA, de son vrai nom  Emmanuel Gazmey Santiago, est un rappeur et chanteur portoricain, né le 26 novembre 1992 à Carolina. Il est considéré comme l'un des pionniers du style musical trap latino.

## Biographie

### Jeunesse
Gazmey est né le 26 novembre 1992 à Carolina, à Porto Rico. Son père, José Gazmey, était vice-président de Sony Music à Porto Rico et était ami avec le rappeur Tempo. Gazmey a étudié à l'école catholique Colegio María Auxiliadora, située à Carolina. Depuis son adolescence, Gazmey a montré un grand intérêt pour la musique et en 2010, il a décidé de devenir un rappeur utilisant l'influence de son père pour conclure un accord avec le label Maybach Music Group.

### Carrière
Soutenu par son père et le rappeur Ñengo Flow, Gazmey a publié sa première chanson avec Ñengo Flow, Demonia en 2011. Elle a été suivie de plusieurs collaborations avec des groupes comme Jory Boy, Magazeen, De La Ghetto, Arcángel et Ozuna. Gazmey s'est fait connaître après le hit Esclava aux côtés de Bryant Myers, Almighty et Anonimus. Son premier single, Sola, a été très bien accueilli et a été suivi d'un remix mettant en vedette Daddy Yankee, Wisin, Farruko et Zion y Lennox.
Le thème musical de Gazmey est lié à des problèmes tels que la vie dans la rue, la violence, le sexe et les drogues. Un de ses slogans les plus populaires dans ses chansons est Real Hasta la Muerte ou Real Until Death. Après sa libération de prison le 17 juillet 2018, Gazmey publie son premier album intitulé Real Hasta la Muerte, classé numéro un au Billboard Top Latin Albums en moins de 24 heures.
En août 2018, il a publié avec le rappeur new-yorkais 6ix9ine une chanson intitulée Bebé. En 2019, il collabore avec Akon sur El Negreeto.
Courant 2019, son clip musical China avec Daddy Yankee, Karol G, Ozuna et J. Balvin connaît un fort succès,,.
En 2020, il collabore avec Shakira avec la chanson Me Gusta qui reprend un sample de Inner Circle, Sweat (A La La La La Long) (en). En avril 2020, il sort avec Karol G, Follow.
En octobre 2023, Anuel AA indique avoir été "opéré d'urgence sans indiqué les raisons sur sa santé.

### Vie privée
Anuel AA a un fils nommé Pablo  avec son ex-petite amie, Astrid Cuevas.
Il a eu une fille nommée Gianella avec le mannequin colombien Melissa Vallecilla.
En août 2018, Anuel AA a rencontré la chanteuse colombienne Karol G sur le tournage du clip de leur chanson « Culpables », un mois après sa sortie de prison. En janvier 2019, Anuel AA et Karol G ont confirmé leur relation. Le 25 avril 2019, Karol G est arrivée aux Billboard Latin Music Awards portant une bague en diamant « massive », confirmant les fiançailles du couple. En mars 2021, il a été rapporté que le couple avait mis fin à leur relation après deux ans de relation.
Début 2022, Gazmey a confirmé sa relation avec le rappeur dominicain Yailin La Más Viral (es). En juin 2022, le couple s'est marié. Il a eu une fille avec Yailin La Más Viral (es), nommée Cattleya. En février 2023, le couple annonce sa séparation.

## Affaires judiciaires

### Possession d'armes a feux
Gazmey a été arrêté et détenu au centre de détention métropolitain de Guaynabo le 3 avril 2016 avec trois compagnons lorsque la police a retrouvé trois pistolets, dont un volé, neuf chargeurs et 152 cartouches. Il a signé un accord de plaidoyer de 30 mois dans une prison fédérale pour possession d'armes à feu.
Après son arrestation, le mouvement #FreeAnuel est devenu viral parmi ses fans alors qu'il continuait à sortir des morceaux de prison. Pouvant enregistrer sa voix au téléphone, Anuel AA a surtout collaboré avec d'autres artistes tels que Nicky Jam, Cosculluela, Bad Bunny et J Balvin.
Pendant son incarcération, Gazmey a passé 90 jours en isolement cellulaire à la suite d'un incident avec un autre détenu. Au cours de son procès, Gazmey a déclaré que les paroles de sa musique ne représentaient pas son vrai personnage. La présidente, Aida Delgado-Colón (en), a déclaré qu'elle n'avait jamais entendu aucune de ses chansons.
En mars 2018, Gazmey a été libéré d'une prison dans une prison d'État à Miami. Pendant ce temps, il a confié à Billboard que, tout en étant emprisonné, il écoutait sans cesse la radio et ce qui se passait dans les rues pour s’inspirer de ses compositions. En avril 2018, Anuel AA était apparu en tant que célébrité avec Future et Bad Bunny dans le single Thinkin de Spiff TV.

## Controverses
Le 15 septembre 2018, Anuel AA a publié un titre destiné au rappeur Cosculluela. La chanson a été largement critiquée en raison de son langage grossier et de ses remarques choquantes sur l'homosexualité et les patients VIH. En raison de la réaction du public, le concert de Gazmey au Coliseo de Porto Rico, prévu pour le 12 octobre de cette année, a été annulé par son équipe de production et son producteur principal, Paco López. Gazmey a par la suite publié des excuses pour la chanson.

## Discographie

### Albums
- 2016 : Real Hasta La Muerte: The Mixtape
- 2018 : Real Hasta la Muerte[14],[15],[16],[17],[18]
- 2020 : Emmanuel
- 2021 : Los dioses (avec Ozuna)
- 2021 : Las Leyendas Nunca Mueren

### Mixtapes
- 2016 : Real Hasta la Muerte: The Mixtape

### Singles et collaborations
- 2016 : Ella y Yo (Avec Pepe Quintana, Farruko, Tempo, Bryant Myers and Almighty)
- 2018 : Adictiva, (avec Daddy Yankee)
- 2018 : BEBE (avec 6ix9ine)
- 2019 : Baila Baila Baila (Remix), (avec Ozuna featuring Daddy Yankee, J Balvin, Farruko)
- 2019 : China, (Avec Daddy Yankee, Karol G, Ozuna, J Balvin)
- 2019 : Get Money (avec Akon)
- 2020 : Me Gusta (avec Shakira)
- 2020 : Fantasías Remix (avec Rauw Alejandro, Natti Natasha, Farruko, Lunay)
- 2020 : Follow (avec Karol G)
- 2020 : No Me Ame (avec Rvssian, Juice WRLD)
- 2020 : Sola y Vacía (avec Casper Magico)
- 2020 : Illuminati (avec Lil Pump)
- 2020 : La Bebe Remix (avec Cardi B, Black Jonas Point, Secreto et Liro Shaq)
- 2020 : Hasta Que Dios Diga (avec Bad Bunny)
- 2020 : Fútbol y Rumba (avec Enrique Iglesias)
- 2020 : Asi Soy Yo (avec Bad Bunny)
- 2020 : Que Se Joda (avec Farruko, Zion)
- 2020 : Reggaetonera
- 2020 : Narcos
- 2020 : Por Mi Reggae Muero 2020 (avec Yandel)
- 2020 : La Jeepeta Remix (avec Nio Garcia, Brray, Juanka, Myke Towers)
- 2020 : Don Don (avec Daddy Yankee, Kendo Kaponi)
- 2020 : Don Don remix (avec Daddy Yankee, Kendo Kaponi et Sisqo)
- 2020 : Reloj (avec Rauw Alejandro)
- 2020 : Diosa Remix (avec Myke Towers, Natti Natasha)
- 2020 : Me Contagie 2
- 2021 : Location (avec J Balvin, Karol G)
- 2021 : Dile
- 2021 : Desahogo
- 2021 : Conversación Con Dios
- 2021 : Whoopty Latin Mix (avec CJ real, Ozuna)
- 2022 : LA 2BLEA
- 2023 : Milloneta (avec Rochy RD)
- 2023 : Podemos Repetirlo Remix, (Avec. Don Omar, Chencho Corleone).
- 2023 : Luces Tenues.
- 2024 : Bad Boy, (avec Chris Jedi, Gaby Music, Dei V, Ozuna).
- 2024 : Tacos Gucci.
- 2024 : Shampoo de Coco.
- 2025 : Baddie, (avec Luar la l).
- 2025 : Bugatti.